# Pierre Perrault
Pierre Perrault (Parigi, 1611 – 1680) è stato uno scrittore e idrologo francese.
Fratello dei più celebri Charles Perrault, Claude Perrault e Nicolas Perrault, fu un importante amministratore a servizio di Luigi XIV (ricevitore generale del ministero delle finanze).
Autore del volumetto idrologico Sull'origine delle fontane (1674), fu traduttore dell'italiano Tassoni.